# Artur Janoušek
Artur Janoušek (* 28. června 1977, Vilémov) je český novinář a spisovatel. V médiích začal pracovat v roce 2002 v ústecké redakci Deníku. V roce 2003 přešel do ústecké redakce MF DNES a v květnu 2016 se stal členem reportérského oddělení MF DNES v Praze.
V listopadu 2019 přešel do Českého rozhlasu, kde se stal členem investigativního oddělení Radiožurnálu.

Věnuje se především odhalování korupce ve státní správě, ale například i podvodům a zneužívání státních dotací ve sportu. V roce 2023 a 2024 rozkryl „Dotační kauzu Českého tenisového svazu“.

## Novinářská práce
Dlouhodobě se věnuje rozkrýváním korupce a zneužívání státních dotací. V květnu 2023 upozornil na podezřelé zneužívání státních dotací v Českém tenisovém svazu.
Rozkryl, jak svaz utratil dotaci přes 142 milionů korun, kterou dostal na podporu tenisu v celém Česku za rok 2021. Přes 40 milionů korun dal ČTS spolku Orel jednota Praha Balkán, který ovládá Vojtěch Flégl, blízký spolupracovník tehdejšího prezidenta svazu Iva Kaderky, jenž byl tehdy předsedou dozorčí rady ČTS. Peníze od spolku Orel jednota Praha Balkán pak šly na pořádání turnajů a platby za jednotlivé služby končily ve firmách, které patří Fléglovi nebo jeho manželce. A podle zjištění reportéra tyto firmy inkasovaly státní peníze i za služby, které ve skutečnosti neodvedly.
Ke stejnému závěru dospěli detektivové NCOZ a v únoru 2024 provedli razii v sídle ČTS v Praze Na Štvanici i na dalších místech v Česku.
Vedení ČTS podalo trestní oznámení, stížnost na vedení ČRo, Radě pro rozhlasové vysílání, předžalobní výzvu, jíž se domáhalo smazání všech článků o ČTS, Ivo Kaderka si stěžoval i v Senátu v Podvýboru pro sport a uspořádal i tiskovou konferenci, během níž tvrdil, že si novinář vše vymyslel. Zákulisí rozkrývání kauzy reportér popsal v podcastu Vinohradská 12.
Národní sportovní agentura pak nařídila, aby ČTS vrátil z dotace 29,7 milionů.
Český tenisový svaz ale tolik peněz neměl a případ převzal Finanční úřad.
Kaderka nakonec rezignoval a ČTS si zvolilo nové vedení.

V listopadu reportér přinesl zprávu, že policie obvinila kromě původních pěti lidí i Fléglovu manželku a že škoda již činí zhruba 52 milionů.
Reportér je také spoluautorem pětidílné podcastové série Akce: Výbuch, která přináší detaily a komplexní pohled na teroristický útok ruských agentů ve Vrběticích v roce 2014. Při něm vybuchly dva sklady munice, zemřeli dva lidé, desítky tun výbušnin se dostaly do okolí a tisíce lidí musely opustit své domovy. Detektivové z Národní centrály proti organizovanému zločinu podezřívají z útoků agenty ruské vojenské rozvědky GRU Anatolije Čepigu a Alexandra Miškina. Nikoho ale zatím neobvinili.
V červnu 2024 pronikl mezi členy ruskojazyčného gangu, který na internetu vyhledávají Čechy, půjčují si od nich bankovní účty, přes které „perou“ kradené peníze. Reportér popsal, jak celá skupina funguje a jaké používá metody. S několika členy skupiny i promluvil. Zároveň upozorňoval na to, že za půjčení účtu hrozí lidem stíhání za legalizaci výnosů pocházejících z trestné činnosti.
Reportér také popsal případ děkana Fakulty vojenských technologií Univerzity obrany Vlastimila Neumanna, který čelil kritice, že opisoval při psaní své habilitační práce. Neumannovu práci uznala komise i vědecká rada fakulty, ve které seděli i jeho podřízení. Navíc v nezvykle krátké době.
V té době se na UNOB navíc volil nový rektor a kandidovat mohl jen ten, kdo má alespoň titul docent. Neumann se nakonec rektorem nestal a nebyl jmenován ani docentem.
Reportér upozornil i na případ, který se týkal České zemědělské univerzity. Škola prodala pozemky za 400 milionů korun neznámé firmě bez zkušeností, zaměstnanců i bez peněz. O pozemky měl přitom zájem developer, který tvrdil, že cena je mnohem vyšší. Klíčovou roli v prodeji hráli bývalý důstojník komunistické vojenské kontrarozvědky a známý rektora.
Odhalil také dotační kauzu v Českém veslařském svazu. Svaz nakupoval lodě přes prostředníka a dráž, než musel. Jedním ze subdodavatelů byl sekretář svazu.
Za diskriminaci dostal svaz milionovou sankci. 
Reportér také upozornil na mezery v zákoně, které dovolují, aby s dětmi mohli pracovat i lidé odsouzení za zneužívání dětí.

Ministerstvo spravedlnosti nejprve tvrdilo, že současné zákony jsou dostatečné a není potřeba je měnit, jenže reportér doložil, že zákony ve více než třetině zemí EU jsou přísnější.
Ministerstvo nakonec připustilo, že změny jsou potřeba a začalo pracovat na vzniku registru sexuálních delikventů a dětském certifikátu, který by musel mít čistý každý, kdo by chtěl pracovat s dětmi.
Spuštění registru a dětského certifikátu se ale už dvakrát odložilo. Kdy začne platit, zatím není jasné.

## Ocenění
Převzal cenu generálního ředitele Českého rozhlasu za investigativní práci v roce 2024.

## Dílo
Novinář je autorem dvou detektivních románů, Sklep a Sochař.

### Knihy
- Sklep (2016) – Vazební věznice. Rozhovor dvou mužů – vraha a novináře. Vrah líčí, jak mu kdosi unesl dítě a zabil ho, on únosce následně vypátral a pomstil se. Realita je však jiná – smrt syna zavinil sám při autonehodě, nedokázal se s tím vyrovnat, a jeho podvědomí vyrobilo alternativní verzi. Ale poté skutečně vraždil a nikomu není jasné proč. Novinář najatý policií proto sepisuje Klimešovu verzi. Jeho vyprávění pak psychologové analyzují, aby v něm našli okamžiky, kdy se Klimešova alternativní realita střetává se skutečností. Na základě toho chtějí zjistit, co se doopravdy stalo…[29]

- Sochař (2023) – Mezi paneláky na periferii města se jedné noci zjeví socha ženy. Září do tmy a kolem stojí lahve alkoholu jako při vernisáži. Ukáže se, že jde o zavražděnou profesorku umění, kterou vrah stylizoval do podoby uměleckého díla. Důkazy jasně ukazují na studenta, jenž je obviněn, že se šíleným způsobem pomstil za neúspěch při státní zkoušce. „Nikoho jsem nezabil!“ brání se zoufalý student. Jenže všechno na něj sedí dokonale. Až příliš dokonale. A právě to kriminalistu Daniela Krafta znepokojuje…[30]